# Metaloerh Donetsk

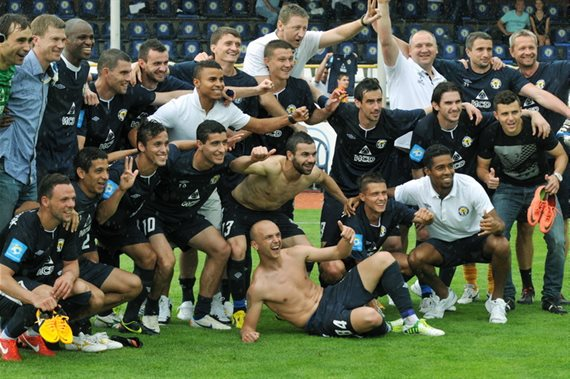
Teamfoto uit seizoen 2012-2013

Metaloerh Donetsk (Oekraïens: Металург Донецьк; Russisch: Металлург Донецк, Metalloerg Donetsk) was een voetbalclub uit Oekraïne. De club was opgericht in 1996 en speelt in de Vysjtsja Liha (de eerste divisie). De thuiswedstrijden speelde Metaloerh in het RSK Olimpiejsky-stadion te Donetsk.
In 1997 werd de club kampioen van de 2de klasse en promoveerde zo voor het eerst in zijn bestaan naar de hoogste klasse. In het eerste seizoen werd de club zesde, maar in het tweede werd degradatie net vermeden. De volgende seizoenen ging het echter steeds beter en in 2002 werd de 3de plaats behaald. Die plaats werd in 2003 bevestigd, Metaloerh werd een echte topclub. In 2004 werd de 4de plaats gehaald. De afgelopen seizoenen streed de club telkens met Dnipro Dnipropetrovsk om de begeerde 3de plaats, de top 2 leek volledig gereserveerd voor Dynamo Kiev en Sjachtar Donetsk. In 2005 werden ze opnieuw 3de. 2006 werd een teleurstellend seizoen met een 9de plaats.
Op 6 december 2006 verraste de club met de aanstelling van Co Adriaanse die na Wim Vrösch en Ton Caanen de derde Nederlandse trainer werd die bij de tweede club van Donetsk aan de slag ging. Adriaanse nam als assistenten Jan Olde Riekerink en Chris Kronshorst mee naar Oekraïne, maar Adriaanse en zijn assistenten stapten op 17 mei 2007 alweer op. Daarop stelde de club Jos Daerden aan als tijdelijk coach. Hij stapte eind 2007 op.
Nadat in 2015 een fusie met Stal Dniprodzerzjynsk afketste, ging de club op 11 juli failliet.

## Erelijst
- Persja Liha

1996/97
- Oekraïense voetbalbeker

finalist: 2010, 2012

## In Europa
Uitslagen vanuit gezichtspunt Metaloerh Donetsk
| Seizoen | Competitie    | Ronde | Land                 | Club                 | Totaalscore | 1e W    | 2e W       | PUC |
| ------- | ------------- | ----- | -------------------- | -------------------- | ----------- | ------- | ---------- | --- |
| 2002/03 | UEFA Cup      | 1R    | Vlag van Duitsland   | Werder Bremen        | 2-10        | 2-2 (T) | 0-8 (U)    | 1.0 |
| 2003/04 | UEFA Cup      | 1R    | Vlag van Italië      | AC Parma             | 1-4         | 1-1 (T) | 0-3 (U)    | 1.0 |
| 2004/05 | UEFA Cup      | 2Q    | Vlag van Moldavië    | FC Tiraspol          | 5-1         | 3-0 (T) | 2-1 (U)    | 2.0 |
|         |               | 1R    | Vlag van Italië      | SS Lazio             | 0-6         | 0-3 (T) | 0-3 (U)    | 2.0 |
| 2005/06 | UEFA Cup      | 2Q    | Vlag van Hongarije   | FC Sopron            | 5-1         | 3-0 (U) | 2-1 (T)    | 4.0 |
|         |               | 1R    | Vlag van Griekenland | PAOK Saloniki        | 3-3 u       | 1-1 (U) | 2-2 (T)    | 4.0 |
| 2009/10 | Europa League | 2Q    | Vlag van Wit-Rusland | MTZ-RIPO Minsk       | 5-1         | 3-0 (T) | 2-1 (U)    | 4.5 |
|         |               | 3Q    | Vlag van Slovenië    | Interblock Ljubljana | 5-0         | 2-0 (T) | 3-0 (U)    | 4.5 |
|         |               | PO    | Vlag van Oostenrijk  | Austria Wien         | 4-5         | 2-2 (T) | 2-3 nv (U) | 4.5 |
| 2012/13 | Europa League | 2Q    | Vlag van Montenegro  | FK Čelik Nikšić      | 11-2        | 7-0 (T) | 4-2 (U)    | 2.5 |
|         |               | 3Q    | Vlag van Noorwegen   | Tromsø IL            | 1-2         | 1-1 (U) | 0-1 (T)    | 2.5 |
| 2013/14 | Europa League | 3Q    | Vlag van Albanië     | KF Kukësi            | 1-2         | 0-2 (U) | 1-0 (T)    | 1.0 |

Totaal aantal punten voor UEFA coëfficiënten: 16.0

## Bekende (ex-)spelers
- Ayodele Adeleye
- Haruna Babangida
- Jordi Cruijff
- Danilo Sousa Campos
- Georgi Demetradze
- Vladimir Dišljenković
- Dani Fernández
- Giorgi Gachokidze
- Lorenzo Ebecilio
- David Eto'o

- Igor Gjuzelov
- Pius Ikedia
- Gotsja Dzjamaraoeli
- Nzelo Lembi
- Andrés Mendoza
- Marius Mitu
- Gregory Nelson
- Serginho
- Ilija Stolica
- Bernard Tchoutang

- Ibrahim Touré
- Yaya Touré
- Henrich Mchitarjan